# Claire de Pourtales
Claire Elizabeth de Pourtales (* 20. April 1969 in Paris, Frankreich) ist eine ehemalige britische Skirennläuferin.

## Karriere
Claire de Pourtales gab ihr internationales Renndebüt 1986 bei den Juniorenweltmeisterschaften in Bad Kleinkirchheim, wo sie den 40. Platz im Riesenslalom erreichte. Ihre ersten Weltmeisterschaften bestritt sie 1991 in Saalbach-Hinterglemm, wobei sie mit Rang 17 in der Alpinen Kombination ihr bestes Ergebnis erreichte.
Claire de Pourtales nahm zwei Mal an Olympischen Winterspielen teil, doch weder 1992 in Albertville noch 1994 in Lillehammer erreichte sie das Ziel und blieb so ohne Platzierung. Bei den Spielen von Lillehammer sollte sie gemeinsam mit Emma Carrick-Anderson in der Abfahrt antreten, jedoch entschied sich das britische Team gegen einen Start, da die Strecke zu gefährlich sei.
1995 verpasste sie bei der Winter-Universiade in Jaca als Vierte im Slalom nur knapp eine Medaille. Danach ist sie nicht mehr als Rennläuferin in Erscheinung getreten.

## Erfolge

### Olympische Winterspiele
- Albertville 1992: DNF Slalom, DNF Alpine Kombination
- Lillehammer 1994: DNF Slalom

### Weltmeisterschaften
- Saalbach-Hinterglemm 1991: 17. Alpine Kombination, 21. Slalom[3], DNF Riesenslalom[4]
- Morioka 1993: 14. Alpine Kombination[5], 24. Slalom

### Juniorenweltmeisterschaften
- Bad Kleinkirchheim 1986: 40. Riesenslalom

### Universiade
- Jaca 1995: 4. Slalom, 24. Riesenslalom